# A.C.A.B. (hudební skupina)
A.C.A.B. je malajsijská hudební skupina založená roku 1994 jediným stálým členem Megatem Hafizem.
Skupina se hlásí k hnutí skinheadů. Hudebně i textově vycházejí zčásti z britských punkrockových kapel. Hudebně kapelu ovlivnily i žánry reggae a ska.
A.C.A.B. se ve svých textech zabývají typickými skinheadskými tématy, jako jsou velkoměsta, fotbal, násilí, alkohol a skinheadský život, ale tvoří i hudbu mířenou proti rasismu nebo chudobě.
Covery písní A.C.A.B tvoří nizozemský zpěvák Tim Steinfort s jeho kapelou Haymaker.

## Diskografie

### Studiová alba
- Eastern Oi! (1999)
- Skinhead 4 Life (2001)
- Orang Timur (2002)
- Bangun (2004)
- This Is The A.C.A.B. (2006)

### Singly
- Unite & Fight (1996)
- We Are the Skin (1998)
- Streets of Uptown (2001)
- Anti-Racist (2004)
- Demonstration '95 Revisited + New Single (2020)

### Demo
- Demo '95 (1995)

### Videová alba
- Live & Loud 2 (2003)
- Live & Loud 3 – Online GIG 1312 (2021)

### Koncertní alba
- Live & Loud (2000)
- Live & Loud 2 (2003)
- Live & Loud 3 – Online GIG 1312 (2021)

### Kompilační alba
- Unite & Fight E.P. + A.C.A.B. Demo '95 (1998)
- Days of Bein' Wild 1995–1999 (2001)
- No. 1 (2002)
- Reloaded (2003)
- Forever Skinheads 1995–2003 (2004)
- Anti-Racist / A Tribute to JB Riot (2005)
- Where Have All the Bootboys Gone? Best of A.C.A.B. (2008)
- The Rest of A.C.A.B. (2019)

## Současní členové
- Megat Hafiz – zpěv
- Edy J. Herwan – kytara
- Anas – baskytara
- Hardy Sham – bicí